# Cimetière luthérien de Polotsk
Le cimetière luthérien de Polotsk est un cimetière situé à Polotsk en Biélorussie. Il se trouve rue Gagarine. Ce cimetière a ouvert en 1792 à l'ouest du cimetière rouge de Polotsk réservé aux orthodoxes. Avec le temps, le cimetière réservé aux luthériens et celui réservé aux orthodoxes se sont réunis. Des allées régulières ont été dessinées et une chapelle luthérienne a été érigée en style néoclassique.

## Description
Les sépultures les plus anciennes de cette partie sont celle d'une femme Sterngross morte le 3 mars 1796; les inscriptions sont écrites en langue russe. Il s'agit d'une colonne en granite, mais elle orne aujourd'hui la tombe d'une certain Nikouline (1919-1951).
Les sépultures les plus intéressantes possèdent des croix de marbre, comme celle de la famille de notables Rulkovius (Walter mort en 1895 et Louise épouse Lindberg morte en 1900), celle des enfants du baron Pfeilizer, Franck, Elisabeth et Mikhaïl morts en 1893, celle d'Evelina Sielberdorf née Sengerow (6 juin 1914) et de Wilhelm Micherlich (18 novembre 1894). Toutes ses tombes ont des inscriptions en allemand.
Les frères Janis, d'origine lettone, Waldemar et Karlis Baladitis morts au tournant du XIXe siècle et du XXe, ont été enterrés ici. Il ne reste plus que le bel obélisque de Janis Kilblaks (24 avril 1914) avec une inscription en dialecte latgale. On remarque de vieilles tombes orthodoxes comme celle du docteur Stepan Efimovitch Pavlovski (27 mai 1904) et de sa mère Daria Antonovna (18 janvier 1893).
Après la destruction du cimetière Saint-Michel dans les années 1930, le cimetière rouge est devenu le cimetière le plus important de la ville. Un carré de soldats morts de leurs blessures au combat en juillet-septembre 1944 se trouve également ici, issus des hôpitaux 1822, 1969 et 2479.
Lorsque le cimetière juif qui se trouvait rue de Léningrad au bord de la rivière Beltchanka a été détruit dans les années 1960, les familles juives de Polotsk ont enterré leurs morts dans la partie sud du cimetière.
Avec le temps, la partie luthérienne et la partie orthodoxe se sont réunies, et ainsi l'espace d'une vingtaine de mètres entre les deux a été occupé par des sépultures de l'époque soviétique (des années 1930 aux années 1970).